# The Fifth Season (album Lafawndah)
The Fifth Season – drugi album studyjny Lafawndah, wydany 8 września 2020 roku we Francji nakładem wytwórni Latency jako płyta winylowa.

## Album

### Historia i muzyka
Pod koniec czerwca 2020 roku Lafawndah zapowiedziała wydanie 8 września swojego drugiego albumu studyjnego, The Fifth Season za pośrednictwem francuskiej wytwórni Latency. Równocześnie wydała główny singiel z nowego albumu, „You, at the End”. Fifth Season napisała czytając powieść science fiction Piąta pora roku z cyklu Trylogia Pękniętej Ziemi amerykańskiej pisarki N.K. Jemisin. Tematem powieści jest Bezruch, fikcyjny superkontynent stojący w obliczu katastrofalnych zmian klimatycznych. Do realizacji albumu artystka zatrudniła niewielki zespół składający się z Nathaniela i Theona Crossa (instrumenty dęte), Nicka Weissa (instrumenty klawiszowe) i Valentiny Magaletti (perkusja). Pierwszy utwór z pierwszej strony, „Old Prayer”, pochodzi z kompozycji Lili Boulanger „An Old Buddhist Prayer” z początku XX wieku, drugi – z „Don't Despair” Beverly’ego Glenn-Copelanda, a trzeci, „You, At The End” – z wiersza Kate Tempest. 

### Lista utworów
Lista według Discogs:
| A1. | Old Prayer      | 4:32  |
|     |                 |       |
| A2. | Don't Despair   | 5:32  |
|     |                 |       |
| A3. | You, At The End | 4:12  |
|     |                 |       |
| B1. | The Stillness   | 8:06  |
|     |                 |       |
| B2. | L'Imposteur     | 4:58  |
|     |                 |       |
| B3. | Le Malentendu   | 5:05  |
|     |                 |       |
|     |                 | 32:25 |
|     |                 |       |

### Informacje o albumie
Dane według Discogs:
- Lafawndah – śpiew (utwory: A1, A2, A3, B2, B3)
- Valentina Magaletti – instrumenty perkusyjne (wszystkie utwory oprócz A3)
- Nathaniel Cross – puzon
- Theon Cross – tuba
- Nicolas Weiss – instrumenty klawiszowe (A2)
- autorzy i produkcja – Lafawndah (wszystkie utwory), produkcja – Aaron David Ross (A1), Nicolas Weiss (wszystkie utwory)
- autorzy – Nathaniel Cross (wszystkie utwory oprócz A1), Theon Cross (wszystkie utwory oprócz A1), Valentina Magaletti (A2, B1, B2, B3)
- teksty – Kate Tempest (A3), Lala &ce (B3)
- A1 – oryginał: Lili Boulanger, „Vieille prière bouddhique”, 1917
- A2 – oryginał: Beverly Glenn-Copeland, „Don't Despair”, 1970 (muzyka i tekst)
- A3 – oryginał:  Kate Tempest, „The Woman the Boy Became”
- zdjęcie na okładce – Marguerite Humeau, „Venus of Frasassi”

## Odbiór

### Opinie krytyków
| Oceny łączne      | Oceny łączne |
| Publikacja        | Ocena        |
| ----------------- | ------------ |
| Album of the Year | 69/100       |
| Metacritic        | 75/100       |
| Recenzje          |              |
| Publikacja        | Ocena        |
| Crack Magazine    | 07/10        |
| Loud And Quiet    | 7/10         |
| Pitchfork         | 7.4/10       |
| Rutgers Radio     | 8.5/10       |

Album otrzymał średnią ocenę 69 na 100 na podstawie 4 recenzji krytycznych w podsumowaniu Album of the Year oraz 75 na 100 na podstawie 4 recenzji w podsumowaniu Metacritic.
Katie Thomas z Crack Magazine uważa, że „umiejętność reinterpretacji pozostaje najbardziej zaskakującą siłą Lafawndah, z wrażliwymi, awangardowymi przeróbkami dzieł Lili Boulanger („Old Prayer”), Beverly’ Glenn-Copelanda („Don’t Despair”) i Kae Tempest („You, at the End”), a The Fifth Season, „świadectwo teatralnej wizji i wyobraźni Lafawndah, jest jej najbardziej poruszającym dziełem do tej pory”.
Według Elizabeth Leung z Rutgers Radio The Fifth Season „w pewnym sensie wydaje się nieziemski. Jednak Lafawndah buduje intymną świątynię swojej muzyki.  Pomimo stosunkowo minimalnego instrumentarium, składającego się głównie z puzonu, tuby i keyboardu, opowiada historię dramatycznej czułości”, a „głębia ostrego wokalu Lafawndah i mglistej kompozycji zachęca słuchacza do poznawania z zaciekawieniem”.
Skye Butchard z magazynu Loud And Quiet jest zdania, że The Fifth Season to „płyta o zaskakującym skupieniu i powściągliwości. Zmiana tempa działa tu dobrze, dając Lafawndah szansę na głębokie zanurzenie się w swojej teatralności i wokalnym blasku z bardziej cierpliwym kontekstem. Jej głos jest urzekający w całym albumie; ostry, uspokajający i podniosły w tych sześciu leniwych utworach”.
„Płyta The Fifth Season jest minimalistyczna, pełna przestrzeni i światła, jakby rozwinięcie jej [Lafawndah] EP-ki z 2018 roku, Le Renard Bleu, nagranej z japońską kompozytorką Midori Takadą” – zauważa Jemima Skala z magazynu Pitchfork. Jej zdaniem na całym albumie Lafawndah „ucieleśnia celową płynność gatunku i roli, która sprawia, że trudno ją zaszufladkować”, Syntetyzuje i ucieleśnia jednocześnie etykiety etykiety «artystki muzyki tanecznej», «kompozytorki» i «wykonawczyni», pozwalając sobie zagubić się w nieograniczonych możliwościach każdej z nich”.
Kiana Mickles z Resident Advisor ocenia, iż album Lafawndah „wydaje się tak samo wciągający jak dobra powieść”.